# Francisco Dumont
Francisco Dumont é um município brasileiro do estado de Minas Gerais. Sua população, em 2022, era de 4 503 habitantes. O município está localizado nos pés da Serra do Cabral, na região norte do estado, mais conhecida como "gerais", e integra uma rede de pequenas cidades e povoados próximos, com características em geral similares.
A base da economia é a agropecuária bovina voltada para o corte, e hoje também o desmatamento ilegal da mata nativa para a plantação de eucalipto e pinho para a produção e comercialização de carvão. Francisco Dumont é conhecida pela sua beleza natural - visto que sua vegetação nativa é o cerrado, hoje extremamente ameaçado pela economia carvoeira -, por sua gente hospitaleira e pela tradicional festa do Divino Espírito Santo e Nossa Senhora da Conceição, padroeira do município, que ocorre em meados do mês de julho.
Outro atrativo é a piscina pública de águas naturais, que acolhe os turistas das cidades vizinhas durante os fins de semana e feriados, movimentando a pobre e dependente economia do município.
Sua história se assemelha à de muitas outras pequenas cidades do estado. No século XVIII, com a descoberta de diamantes na região dos gerais encabeçada pelo Distrito Diamantino (hoje cidade de Diamantina), integrante da capitania das Minas no período colonial, era necessário abastecer as novas zonas urbanizadas pelo ouro na América portuguesa. Às frentes de procura de diamantes que adentravam no sertão se juntava a economia do gado, que, do encontro dos rios Jequitaí e das Velhas com o rio São Francisco, formava em suas margens currais especializados em carne e couro para a população. O gado, uma mercadoria que conduz a si mesma, foi avançando sertão adentro e povoando esses rincões.
Francisco Dumont começou como um pequeno povoado, chamado Vargem Mimosa, voltado para a economia do garimpo de diamante e do boi. Pessoas que saíam do Distrito Diamantino e do sul da Bahia,  incluindo aventureiros, foragidos e escravos, se fixavam nessa paragem rica em água para sobreviver. Ainda hoje se encontram dois casarões no centro da pequena cidade, com arquitetura colonial e materiais de época, como o adobe. Mais tarde teve o seu nome mudado para Conceição do Barreiro, surgindo daí o codinome da cidade ("Barreiro"). Só em 1963, ganhando o status de município, mudou o nome para Francisco Dumont, em homenagem a um grande e poderoso fazendeiro de gado de corte na região, morador do antigo povoado e integrante de uma família que lideraria por muito tempo a política local.
Como toda pequena cidade, distante dos grandes centros de poder do país, sofreu com o famigerado coronelismo. Grandes fazendeiros pecuaristas regiam a política do município em seu próprio benefício, exercendo pressão sobre a população pobre, que era obrigada a aceitar o sistema, ameaçada por perseguições e mesmo a morte. Apenas entre fins da década de 1960 e início da década de 1970, com a criação do diretório do MDB (hoje partido político PMDB), partido de oposição encabeçado por Pedro Alcântara da Silva, popularmente conhecido por Pedro Rosa, já falecido, mais parceiros importantes, houve enfrentamento da situação então vigente ao governo que antes regia a cidade com fortes doses de conservadorismo, autoritarismo, coronelismo e violência. Como de costume, o governo do município respondeu com perseguições, humilhações e tentativas de assassinato. Após longa luta, finalmente o partido de oposição conseguiu representação na prefeitura e até ganha eleições atualmente, mas tem a sua trajetória manchada pela série de corrupções que marcam as últimas gestões.
Culturalmente o município conta com festas mais recentes, como as vaquejadas, que mais parecem manifestações de culturas exógenas à região do que tipicamente sertanejas. Como todas as cidades predominantemente católicas do país, possui a festa de São Sebastião, que ocorre no mês de janeiro, e a já citada festa do Divino Espírito Santo e Nossa Senhora da Conceição, que acontece todos os anos no terceiro fim de semana do mês de julho, integrando a rede de comemoração e adoração religiosa em toda a região dos gerais (incluindo Bocaiúva, Jequitaí, Engenheiro Navarro, Claro dos Poções e o povoado de Buriti Grande). São três dias de festa religiosa, com procissões de alegorias que representam santos e anjos, missas, quadro do Império com personagens, leilões, barracas populares, tudo ao som da banda de música da cidade, formada por volta de 1930.
A banda de música, ou Organização Musical Nossa Senhora da Conceição é outra atração cultural do município. Tida como uma das mais antigas da região, foi formada pelo músico de Diamantina Olivier Batista, que saiu de sua cidade no início do século XX como convidado a ensinar música e a formar bandas na região. Ainda existem partituras suas feitas à mão, guardadas por poucos moradores. Também foi compositor, o que torna suas valsas conhecidas apenas na cidade, e durante os dias de festa. Hoje a banda de música, que tem como base os metais, tenta resistir às transformações do gosto musical das últimas gerações. Depois de longos períodos de abandono pela população do município e pela prefeitura, ganha grande apoio para que continue suas atividades, porém já se encontra descaracterizada do seu objetivo de formação. Ainda se tratando de música, Francisco Dumont também luta para conservar a folia de reis, que atua nos moldes tradicionais como em outras regiões do país, especificamente no período de natal. Teve como precursor da atividade Jeremias Prado, já falecido, revelando uma outra forma de resistência tradicional religiosa em tempos de transformações culturais, visto que esta já se encontra extinta por falta de apoio e interesse das novas gerações.
O município hoje apresenta um quadro de pouca evolução econômica e social, dados os graves problemas de gestão governamental. Faltam assistência médica de qualidade, saneamento básico - incluindo um novo cemitério e que atenda às normas sanitárias governamentais -, educação básica de qualidade, biblioteca pública, pequeno museu que conte a história da cidade em detalhes, centro cultural que forneça apoio e organização às manifestações culturais, oficinas que ensinem e valorizem o artesanato e a produção artística local visando renda, e maior empenho e vigilância dos ricos porém ameaçados recursos naturais do município, como a recém-criada APA Serra do Cabral, que possui, além de cursos d'água de qualidade, cavernas, veredas, cachoeiras, animais, flores e frutos típicos do bioma cerrado - e que, apesar de todo esse patrimônio, não possui ainda sequer plano de manejo adequado. O potencial que Francisco Dumont possui para desenvolvimento é razoável, como ecoturismo, turismo cultural, histórico, literário e religioso, mas falta preparo dos gestores e da própria população para que se chegue ao nível desejado.